# 9. sydlige breddekreds
Den 9. sydlige breddekreds (eller 9 grader sydlig bredde) er en breddekreds, der ligger 9 grader syd for ækvator. Den løber gennem Atlanterhavet, Afrika, det Indiske Ocean, Australasien, Stillehavet og Sydamerika.